# Potentilla persica
Potentilla persica är en rosväxtart som beskrevs av Pierre Edmond Boissier och Hausskn.. Potentilla persica ingår i Fingerörtssläktet som ingår i familjen rosväxter. Utöver nominatformen finns också underarten P. p. subternata.